# Эперне (округ)
Эперне (фр. Épernay) — округ (фр. Arrondissement) во Франции, один из округов в регионе Шампань-Арденны. Департамент округа — Марна. Супрефектура — Эперне.
Население округа на 2006 год составляло 109 709 человек. Плотность населения составляет 51 чел./км². Площадь округа составляет всего 2156 км².